# Mestna hiša, Pretoria
Mestna hiša v Pretoriji je velika stavba v središču mesta Pretoria v Južni Afriki, zgrajena leta 1931 in odprta leta 1935 v počastitev statusa mesta, ki ga je Pretoria pridobila leta 1931. Stoji na ulici Paula Krugerja južno od Church Square in čez cesto od muzeja Transvaal.

## Zgodovina
Leta 1926 je bil razpisan natečaj za oblikovanje bodoče mestne hiše v Pretorii, zmagovalni načrt pa je bil delo F. G. McIntosha. Zaradi gospodarskih težav takratne Južnoafriške republike se je gradnja mestne hiše začela leta 1931 in bila končana leta 1935.
Dokončana je bila v pol-italijanskem klasičnem slogu, George Heys, nekdanji lastnik Melrose House, pa je podaril 32 zvonov, ki jih danes najdemo v dvorani.

## Pretoriusov trg
Pretoriusov trg leži pred stavbo, na njem pa so fontane in vzdrževani vrtovi. Park krasijo trije kipi pomembnih osebnosti:
- Kip ustanovitelja mesta, Marthinusa Wessela Pretoria (1819–1901)
- Konjeniški kip, posvečen mestnemu zavetniku, Andriesu Pretoriusu (1798–1853), voditelju Voortrekkerja, ki je vodil prizadevanja za naselitev severa države in po katerem je mesto dobilo ime.
- Bronasti kip visok 6,20 metra neposredno pred mestno hišo, ki prikazuje poglavarja Tshwaneja, soimenjaka metropolitanske občine, ki je bil odkrit leta 2006.[3] Metropolitanska občina Tshwane, pod katero spada Pretoria, je dobila ime po tem lokalnem poglavarju, poglavarju Tshwaneju.

## Sodobna uporaba
Stavba je nekoč služila kot prizorišče za koncerte in organizirane dogodke, vključno s porokami. Glavna dvorana ima velik oder in se je uporabljala za koncerte klasične glasbe in številne druge družabne dogodke. Od leta 2016 pa je zaprta za splošno uporabo. Zdi se, da sedanji svet nima namena, da bi jo kdaj več odprl za javnost.
- Mestna hiša leta 1988
- Pogled od blizu na portik

## Arhitektura in oprema
Dimenzije stavbe sledijo italijanskim modelom iz 1920-ih in 1930-ih za javne stavbe. V timpanonu mogočnega portika nad glavnim vhodom z odprtim stopniščem je kiparski relief kiparja Coerta Steynberga, ki je veliko ustvarjal v Južni Afriki. 47 metrov visok stolp mestne hiše vsebuje kariljon z 32 zvonovi, ki ga je podaril George Heys, nekdanji lastnik Melrose House. Fasada stolpa je okrašena z ornamenti v slogu art déco.
Preddverje je okrašeno z velikimi slikami. Glavna dvorana lahko sprejme več sto ljudi. Ob odru so orgle, ki jih je prav tako daroval George Heys.